# بات وودز
بات وودز (بالإنجليزية: Pat Woods)‏ (29 أبريل 1933 في المملكة المتحدة - 14 أغسطس 2012 في أستراليا) هو لاعب كرة قدم بريطاني في مركز الدفاع. لعب مع كولتشستر يونايتد وكوينز بارك رينجرز ونادي باراماتا ‏.